# 14679 Сьюзанрід
14679 Сьюзанрід (14679 Susanreed) — астероїд головного поясу, відкритий 7 грудня 1999 року.
Тіссеранів параметр щодо Юпітера — 3,510.